# 1497
1497 је била проста година.

## Догађаји

### Јун
- 24. јун — Енглески морепловац Џон Кабот се искрцао у Њуфаундленду у првој европској експедицији од времена Викинга и прогласио га поседом Енглеске.

### Јул
- 8. јул — Португалски морепловац Васко да Гама испловио је из Лисабона на прво путовање на којем је открио морски пут за Индију око Рта добре наде.

### Новембар
- 22. новембар — Тражећи морски пут у Индију, Португалац Васко да Гама постао први морепловац који је опловио Рт добре наде, на крајњем југу Африке.